# Columbus AFB
Columbus AFB é uma Região censo-designada localizada no estado americano de Mississippi, no Condado de Lowndes.

## Demografia
Segundo o censo americano de 2000, a sua população era de 2060 habitantes.

## Geografia
De acordo com o United States Census Bureau tem uma área de
18,2 km², dos quais 18,2 km² cobertos por terra e 0,0 km² cobertos por água.

## Localidades na vizinhança
O diagrama seguinte representa as localidades num raio de 24 km ao redor de Columbus AFB.